# Domagoj Duvnjak
Domagoj Duvnjak (Đakovo, 1 de junho de 1988) é um handebolista profissional croata, medalhista olímpico.